# Каллак
Калла́к (фр. Callac, брет. Kallag) — коммуна во Франции, находится в регионе Бретань, департамент Кот-д’Армор, округ Генган, центр кантона Каллак.  Расположена приблизительно в 430 км к западу от Парижа, в 135 км западнее Ренна, в 55 км к западу от Сен-Бриё, в 26 км от национальной автомагистрали N12 и в 21 км от национальной магистрали N164. На территории коммуны находится железнодорожная станция Каллак линии Генган — Каре-Плугер.
Население (2019) — 2 229 человек.

## История
В XII веке в Каллаке на краю каменистого мыса в месте слияния речек Пон-ар-Во и Йер был возведен замок, который обеспечивал защиту местным жителям. Во время войны за бретонское наследство он неоднократно осаждался, а в 1393 году король Франции Карл VI, видивший в нем потенциальную проблему для королевской власти, приказал снести замок. Руины замка перешли к бенедиктинскому аббатствe Кемперле. Во время Религиозных войн они служили укрытием для сторонников короля, которые использовали их, чтобы грабить соседние коммуны. В 1619 году начался упорядоченный процесс разбора замка, его камни были использованы для строительства нескольких мельниц, церкви Нотр-Дам в Ботмеле и часовни Святой Екатерины в центре коммуны. 
Во время Второй мировой войны в Каллаке и его окрестностях действовала крупная группировка Движения Сопротивления; несколько десятков местных жителей были расстреляны или направлены в концентрационные лагеря.

## Достопримечательности
- Руины церкви Нотр-Дам (XVI век). Исторический памятник с 1927 года[2]
- Приходская церковь Святого Лаврентия XIX века
- Галло-римский мост

## Экономика
Структура занятости населения:
- сельское хозяйство — 7,5 %
- промышленность — 2,1 %
- строительство — 7,6 %
- торговля, транспорт и сфера услуг — 37,6 %
- государственные и муниципальные службы — 45,2 %

Уровень безработицы (2018) — 17,6 % (Франция в целом —  13,4 %, департамент Кот-д’Армор — 11,5 %). 

Среднегодовой доход на 1 человека, евро (2018) — 18 170 (Франция в целом — 21 730, департамент Кот-д’Армор — 21 230).
В 2007 году среди 1140 человек в трудоспособном возрасте (15—64 лет) 674 были экономически активными, 466 — неактивными (показатель активности — 59,1 %, в 1999 году было 55,0 %). Из 674 активных работали 623 человека (341 мужчина и 282 женщины), безработных было 51 (28 мужчин и 23 женщины). Среди 466 неактивных 85 человек были учениками или студентами, 223 — пенсионерами, 158 были неактивными по другим причинам.

## Демография
Динамика численности населения, чел.

## Администрация
Пост мэра Каллака с 2018 года занимает Жан-Ив Роллан (Jean-Yves Rolland). На муниципальных выборах 2020 года возглавляемый им левый список победил в 1-м туре, получив 59,68 % голосов.
| Период | Период | Фамилия         | Партия                           | Примечания |
| ------ | ------ | --------------- | -------------------------------- | --- |
| 1948   | 1965   | Жан Оффре       | Объединение левых республиканцев | жандарм в отставке, член Генерального совета департамента                                                                          |
| 1965   | 1981   | Луи Рауль       | Коммунистическая партия          | преподаватель сельского хозяйства                                                                                                  |
| 1981   | 1983   | Альбер Прижан   | Социалистическая партия          | коммерсант |
| 1983   | 1989   | Франсуа Ле Галь | Социалистическая партия          | директор банка |
| 1989   | 2008   | Феликс Лезур    | Коммунистическая партия          | учитель, член Генерального совета департамента, член Регионального совета Бретани, депутат Национального собрания Франции, сенатор |
| 2008   | 2014   | Кароль Ле Жён   | Коммунистическая партия          | инструктор-педагог |
| 2014   | 2020   | Лиз Буйо        | Разные правые                    | ветеринар |
| 2020   |        | Жан-Ив Роллан   | Разные левые                     | фермер |

## Галерея
- Руины церкви Нотр-Дам
- Церковь Святого Лаврентия
- Железнодорожный вокзал
- Галло-римский мост